# Revolução Egípcia de 1952
A Revolução Egípcia de 1952 (em árabe: ثورة 23 يوليو 1952), também conhecida como a Revolução de 23 de Julho, começou em 23 de julho de 1952, com um golpe militar por um grupo de jovens oficiais do exército que se nomearam "Movimento dos Oficiais Livres". A revolução foi inicialmente destinada a derrubar o rei Faruque I, que reinando desde 1936, servia como um regime fantoche dos britânicos. No entanto, o movimento teve ambições políticas, e logo mudou-se para abolir a monarquia constitucional e a aristocracia do Egito e Sudão, estabelecer uma república, acabar com a ocupação britânica do país, e garantir a independência do Sudão (até então governado como um condomínio anglo-egípcio). O governo revolucionário adotou uma firme postura nacionalista, agenda anti-imperialista, que veio a ser expressa principalmente através do nacionalismo árabe e não-alinhamento internacional. 
A revolução foi confrontada com ameaças imediatas das potências ocidentais imperiais, especialmente o Reino Unido, que ocupara o Egito desde 1882, e a França, ambos tinham receio do crescente sentimento nacionalista em territórios sob seu controle em todo o mundo árabe e na África. O estado permanente de guerra com Israel, também representa um sério desafio, já que os Oficiais Livres reforçaram o apoio (já forte) do Egito aos palestinos. Estas duas questões confundiram-se quatro anos após a revolução, quando o Egito foi invadido pela Grã-Bretanha, França e Israel na Agressão Tripartite de 1956. Apesar das enormes perdas militares, a guerra foi vista como uma vitória política para o Egito, especialmente no que deixou o Canal de Suez em incontestável controle egípcio pela primeira vez desde 1875, apagando o que foi visto como um sinal de humilhação nacional. Isso reforçou o apelo da revolução em outros países árabes e africanos.
Uma reforma agrária indiscriminada e grandes programas de industrialização foram iniciados na primeira década e meia da revolução, levando a um período sem precedentes de construção de infraestrutura e urbanização. Na década de 1960, o socialismo árabe tornou-se um tema dominante, transformando o Egito em uma economia planificada centralizada. O temor que oficiais pró-ocidentais patrocinassem a contrarrevolução, do extremismo religioso nacional, da infiltração comunista em potencial e do conflito com Israel, foram todas citadas como razões imperiosas para as restrições severas e de longa data sobre a oposição política e a proibição de um sistema multipartidário. Essas restrições à atividade política permaneceria em vigor até a presidência de Anwar Al-Sadat a partir de 1970, durante o qual muitas das políticas da revolução foram reduzidas ou revertidas.
Os sucessos iniciais da revolução incentivaram inúmeros outros movimentos nacionalistas em outros países árabes e africanos, como Argélia e Quênia, que estavam engajados em lutas anticoloniais contra os impérios europeus. Também inspirou a derrubada das monarquias e governos pró-ocidentais na região e no continente.